# 张端义
張端義（1179年—？），字正夫，號荃翁，原籍鄭州，南宋文人、官員。
生于宋淳熙六年（1179年），早年居姑蘇（今江蘇蘇州朱長文樂圃故址）。少時勤於讀書，又習技擊，師從項平齋於荊南。官至真州錄事參軍。宋理宗端平年間，因三次上書得罪朝廷，被謫韶州（今屬廣東），后复谪居化州。卒年不詳。好议论，搜集轶闻，著有《貴耳集》三集，另有《荃翁集》，已佚。